# Caledon Motors
Caledon Motors war ein britischer Nutzfahrzeughersteller. Das in Glasgow beheimatete Unternehmen produzierte von 1915 bis 1926 verschiedene Lkw und Omnibusse.

## Geschichte
Die Scottish Commercial Ltd of Duke Street, Glasgow war ein Handelsunternehmen, das Lastwagen der Marke Commer vertrieb. Eigentümer waren die Brüder Harry und Edmund Tainsh. Mit Ausbruch des Ersten Weltkrieges waren die Commer-Lkw für den zivilen Markt nicht länger verfügbar. Da der Hauptgeschäftszweig des Unternehmens wegzubrechen drohte, beschloss Scottish Commercial Konstruktion und Bau eigener Lastwagen und Omnibusse. An der Entwicklung war neben den Tainshs auch der neuseeländische, als Konstrukteur und Verkäufer eingestellte, Ingenieur Sam Gilchrist beteiligt. Zum Einsatz kamen zunächst Motoren von Dorman und aus Frankreich importierte Dux-Getriebe.
Das erste Fahrzeug wurde 1915 produziert. Das Produktionssortiment umfasste bald eine Reihe von Chassis mit einer Nutzlast von 3, 3,5 und 4 Tonnen. Die Fahrzeuge waren einfach konstruiert mit vorn längs angebrachtem Motor und zeittypischem Doppelkettenantrieb. Sie litten an Problemen mit der Hinterachskonstruktion sowie weiteren Mängeln. Bis zum Ende des Krieges wurden ungefähr 280 Fahrzeuge produziert., 76 von ihnen konnten an das britische Munitionsministerium (Ministry of Munitions) geliefert werden, nachdem ein erstes Los aufgrund von Qualitätsproblemen zurückgewiesen wurde. Die meisten Fahrzeuge fanden zivile Käufer.

### 1918–1926
Nach Kriegsende wurde der Name des Unternehmens in Caledon Industrial Motor Vehicles geändert. Hergestellt wurden die Fahrzeuge weiterhin im Werk an der Duke Street. Produziert wurden nun Fahrzeuge mit Nutzlasten von 30 cwt (= 1.524,07 kg) bis 7 Tonnen. Zum Einsatz kamen nun Motoren der US-amerikanischen Hersteller Hercules resp. Buda und, zunehmend, selber entwickelte Schiebermotoren.
Gilchrist verließ das Unternehmen und war während einigen Monaten Geschäftsführer der nahe gelegenen General Motors (Glasgow) Ltd, ehe er sich im September 1920 mit einer eigenen Automobilproduktion selbständig machte. Es scheint, dass seine Gilchrist Car Company dabei Unterstützung von Caledon Motors erhielt.
Das 1919 erstmals hergestellte Modell E wurde von einem von Caledon entwickelten Vierzylindermotor mit 120 mm Hub und 140 mm Bohrung angetrieben. Bei einer Gesamtmasse von etwa 4 Tonnen lag die Höchstgeschwindigkeit bei 12 mph (= 19,308 km/h). Der Radstand lag bei 14 ft (4,26706 Meter) 3 in (7,62 cm).
Nach Kriegsende wurde der Markt im Vereinigten Königreich durch preiswerte und leistungsstarke Lastwagen aus Beständen des Militärs überschwemmt, so dass der Markt für Neufahrzeuge zusammenbrach. Zusammen mit der mangelnden Verfügbarkeit von frischem Kapital führte diese Entwicklung Caledon 1922 in finanzielle Schwierigkeiten. Allerdings erschien noch 1924 der erste LKW mit Doppelachse, der als erster mit 10 tn Nutzlast ngilt, ohne als Sattelschlepper ausgelegt zu sein.
Schließlich wurde das Unternehmen im Jahr 1926 von Richard Garrett & Sons übernommen.
Die Busproduktion wird auf ca. 700 Einheiten geschätzt.